# Европейски път E39
Европейски път Е39 е европейски автомобилен маршрут от категория А, свързващ градовете Трондхайм (Норвегия) на север и Олборг (Дания) на юг. Дължината на маршрута е 1330 km.

## Маршрут
Маршрутът на Е39 преминава през две европейски страни, и включва девет фериботни прехода, което е най-големият брой фериботни преходи на път от клас А в Европа.
- Норвегия: Трондхайм – Оркангер – Винейора – Халса – ферибот – Стреумснес – Крифаст – Батнфьордсьора – Молде – ферибот – Вестнес – Шоде – Олесун – ферибот – Волда – ферибот – Нордфьордейд – ферибот – Сандане – Фьорде – Лавик – ферибот – Инстефьорд – Кнарвик – Берген – Ос – ферибот – Стод – Свейо – Аксдал – Бокн – ферибот – Ренесьоу – Рандаберг – Ставангер – Саннес – Хелеланд – Флекефьорд – Люнгдал – Мандал – Кристиансан – ферибот —
- Дания: Хиртсхалс – Йеринг – Нересунбю – Олбор

Е39 е свързан със следните маршрути:
| - E06 - E14 - E136 | - E16 - E18 - E45 |

## Фериботи
Фериботите по път Е39, се третират като неразделна част от пътищата на Норвегия. Фериботните преходи се обслужват от компаниите Fjord1 и Tide Sjø. Между Кристиансан и Хирстхалс фериботни услуги предлага компанията Color Line. Е39 включва следните фериботи от север на юг (с приблизително време на пътуване в минути):
- Халса – Канестраум (20 мин.)
- Молде – Вестнес (35 мин.)
- Солеваг— Фестоя (20 мин.)
- Волда – Фолкестад (10 мин)
- Анда – Лоте (10 мин.)
- Лавик – Опедал (20 мин.)
- Халхем – Сандвигваг (40 мин.)
- Арсваген— Мортавика (22 мин.)
- Кристиансан – Хиртсхалс (3 часа)

## Галерия
- Мост Gjemnessund
- Е39 в Олесун
- Е39 край Анда
- Ферибот през фиорда между Анда и Лоте
- Мост Хагелсунд
- Понтонен мост в Берген
- Ферибот в Арсваген
- Е39 в Дания
- Е39 в Кнарвик, Норвегия